# Kamil Śmiechowski
Kamil Rafał Śmiechowski (ur. 23 lipca 1985 w Łodzi) – polski historyk, dr hab., profesor Uniwersytetu Łódzkiego w Katedrze Historii Polski XIX wieku.

## Życiorys
Studiował historię na Uniwersytecie Łódzkim (2004–2009), następnie ukończył Studium Doktoranckie Nauk Humanistycznych UŁ (2009–2013) uzyskując stopień doktora za pracę pt. Łódzka wizja postępu: oblicze społeczno-ideowe „Gońca Łódzkiego”, „Kuriera Łódzkiego”, „Nowego Kuriera Łódzkiego” w latach 1898–1914, napisaną pod opieką naukową Jarosława Kity. W 2023 uzyskał stopień doktora habilitowanego za pracę pt. Kwestie miejskie: dyskusja o problemach i przyszłości miast w Królestwie Polskim 1905–1915. Od maja 2015 pracuje jako specjalista w Interdyscyplinarnym Centrum Studiów Miejskich UŁ, a od października 2015 jako adiunkt naukowy w Katedrze Historii Polski XIX w. Uniwersytetu Łódzkiego.
Obszar działalności badawczej: rola urbanizacji w modernizacji Polski, historia społeczna Polski w XIX-XX wieku, analiza dyskursu, dzieje i tożsamość społeczno-kulturowa Łodzi, dzieje inteligencji i jej związków z innymi grupami społecznymi, dziedzictwo kulturowe.
Jest członkiem Oddziału Łódzkiego Polskiego Towarzystwa Historycznego, Fundacji Nauk Humanistycznych w Pabianicach, Łódzkiego Stowarzyszenia Fabrykancka oraz European Association for Urban History. Publikuje na łamach czasopism takich jak m.in.: „Roczniki Dziejów Społecznych i Gospodarczych”, „Acta Poloniae Historica”, „Klio”, „Studia z Historii Społeczno-Gospodarczej XIX i XX wieku”, a także portalu Histmag.

## Nagrody
- I nagroda w konkursie im. dr Ewy Kaltenberg-Kwiatkowskiej (2022) Polskiego Towarzystwa Socjologicznego[6],

## Książki
- Śmiechowski K., Z perspektywy stolicy: Łódź okiem warszawskich tygodników społeczno-kulturalnych (1881–1905), Wydawnictwo Ibidem, 2012, ISBN 978-83-62331-17-8
- Śmiechowski K., Łódzka wizja postępu: oblicze społeczno-ideowe „Gońca Łódzkiego”, „Kuriera Łódzkiego”, „Nowego Kuriera Łódzkiego” w latach 1898–1914, Wydanie I, Łódź: „Księży Młyn” Dom Wydawniczy, 2014, ISBN 978-83-7729-231-0
- Śmiechowski K., Robotnicy Łodzi drugiej połowy XIX wieku: nowe kierunki badawcze, Wydawnictwo Uniwersytetu Łódzkiego, 2016, ISBN 978-83-8088-450-2
- Zysiak A. i inni, From Cotton and Smoke: Łódź--industrial City and Discourses of Asynchronous Modernity 1897–1994, Łódź University Press, 2018, ISBN 978-83-233-4488-9
- Śmiechowski K., Kwestie miejskie: dyskusja o problemach i przyszłości miast w Królestwie Polskim 1905–1915, Wydawnictwo Uniwersytetu Łódzkiego, 2020, ISBN 978-83-8220-244-1
- Zysiak A. i inni, Z bawełny i dymu: Łódź – miasto przemysłowe i dyskursy asynchronicznej nowoczesności 1897–1994, Wydawnictwo Uniwersytetu Łódzkiego, 2021, ISBN 978-83-8220-613-5
- Śmiechowski K., Město – laboratoř změny: urbánní prostor mezi revolucí a evolucí 1905-1991, Vydal Masarykův ústav a Archiv Akademie věd ČR, v.v.i., 2021
- Śmiechowski K., Przeszłość, teraźniejszość i przyszłość Łodzi, Wydawnictwo Uniwersytetu Łódzkiego, 2022, ISBN 978-83-8220-828-3